# Lutas nos Jogos Olímpicos de Verão de 1948
As lutas nos Jogos Olímpicos de Verão de 1948 foram realizadas em Londres, com dezesseis eventos disputados, sendo oito categorias de luta greco-romana e oito categorias de luta livre.

## Eventos da luta
Luta livre: até 52 kg | 52-57 kg | 57-62 kg | 62-67 kg | 67-73 kg | 73-79 kg | 79-87 kg | +87 kg 

Luta greco-romana: até 52 kg | 52-57 kg | 57-62 kg | 62-67 kg | 67-73 kg | 73-79 kg | 79-87 kg | +87 kg

## Luta livre

### Luta livre - até 52 kg
| Pos. | País            | Atletas         |
| ---- | --------------- | --------------- |
|      | Finlândia (FIN) | Lenni Viitala   |
|      | Turquia (TUR)   | Halit Balamir   |
|      | Suécia (SWE)    | Thure Johansson |

### Luta livre - 52-57 kg
| Pos. | País                 | Atletas        |
| ---- | -------------------- | -------------- |
|      | Turquia (TUR)        | Nasuh Akar     |
|      | Estados Unidos (USA) | Gerald Leeman  |
|      | França (FRA)         | Charles Kouyos |

### Luta livre - 57-62 kg
| Pos. | País          | Atletas        |
| ---- | ------------- | -------------- |
|      | Turquia (TUR) | Gazanfer Bilge |
|      | Suécia (SWE)  | Ivar Sjölin    |
|      | Suíça (SUI)   | Adolf Müller   |

### Luta livre - 62-67 kg
| Pos. | País          | Atletas         |
| ---- | ------------- | --------------- |
|      | Turquia (TUR) | Celal Atik      |
|      | Suécia (SWE)  | Gösta Frändfors |
|      | Suíça (SUI)   | Hermann Baumann |

### Luta livre - 67-73 kg
| Pos. | País                 | Atletas         |
| ---- | -------------------- | --------------- |
|      | Turquia (TUR)        | Yasar Dogu      |
|      | Austrália (AUS)      | Richard Garrard |
|      | Estados Unidos (USA) | Leland Merrill  |

### Luta livre - 73-79 kg
| Pos. | País                 | Atletas       |
| ---- | -------------------- | ------------- |
|      | Estados Unidos (USA) | Glen Brand    |
|      | Turquia (TUR)        | Adil Candemir |
|      | Suécia (SWE)         | Erik Lindén   |

### Luta livre - 79-87 kg
| Pos. | País                 | Atletas          |
| ---- | -------------------- | ---------------- |
|      | Estados Unidos (USA) | Henry Wittenberg |
|      | Suíça (SUI)          | Fritz Stöckli    |
|      | Suécia (SWE)         | Bengt Fahlkvist  |

### Luta livre - +87 kg
| Pos. | País            | Atletas          |
| ---- | --------------- | ---------------- |
|      | Hungria (HUN)   | Gyula Bóbis      |
|      | Suécia (SWE)    | Bertil Antonsson |
|      | Austrália (AUS) | Joseph Armstrong |

## Luta greco-romana

### Luta greco-romana - até 52 kg
| Pos. | País            | Atletas          |
| ---- | --------------- | ---------------- |
|      | Itália (ITA)    | Pietro Lombardi  |
|      | Turquia (TUR)   | Kenan Olcay      |
|      | Finlândia (FIN) | Reino Kangasmäki |

### Luta greco-romana - 52-57 kg
| Pos. | País          | Atletas            |
| ---- | ------------- | ------------------ |
|      | Suécia (SWE)  | Kurt Pettersén     |
|      | Egito (EGY)   | Ali Mahmoud Hassan |
|      | Turquia (TUR) | Halil Kaya         |

### Luta greco-romana - 57-62 kg
| Pos. | País          | Atletas        |
| ---- | ------------- | -------------- |
|      | Turquia (TUR) | Mehmet Oktav   |
|      | Suécia (SWE)  | Olle Anderberg |
|      | Hungria (HUN) | Ferenc Tóth    |

### Luta greco-romana - 62-67 kg
| Pos. | País          | Atletas        |
| ---- | ------------- | -------------- |
|      | Suécia (SWE)  | Gustav Freij   |
|      | Noruega (NOR) | Aage Eriksen   |
|      | Hungria (HUN) | Károly Ferencz |

### Luta greco-romana - 67-73 kg
| Pos. | País            | Atletas         |
| ---- | --------------- | --------------- |
|      | Suécia (SWE)    | Gösta Andersson |
|      | Hungria (HUN)   | Miklós Szilvási |
|      | Dinamarca (DEN) | Henrik Hansen   |

### Luta greco-romana - 73-79 kg
| Pos. | País          | Atletas          |
| ---- | ------------- | ---------------- |
|      | Suécia (SWE)  | Axel Grönberg    |
|      | Turquia (TUR) | Muhlis Tayfur    |
|      | Itália (ITA)  | Ercole Gallegati |

### Luta greco-romana - 79-87 kg
| Pos. | País            | Atletas           |
| ---- | --------------- | ----------------- |
|      | Suécia (SWE)    | Karl-Erik Nilsson |
|      | Finlândia (FIN) | Kelpo Gröndahl    |
|      | Egito (EGY)     | Ibrahim Orabi     |

### Luta greco-romana - +87 kg
| Pos. | País          | Atletas       |
| ---- | ------------- | ------------- |
|      | Turquia (TUR) | Ahmet Kireççi |
|      | Suécia (SWE)  | Tor Nilsson   |
|      | Itália (ITA)  | Guido Fantoni |

## Quadro de medalhas da luta
| Ordem | País               | Medalha de ouro | Medalha de prata | Medalha de bronze | Total |
| ----- | ------------------ | --------------- | ---------------- | ----------------- | ----- |
| 1     | TUR Turquia        | 6               | 4                | 1                 | 11    |
| 2     | SWE Suécia         | 5               | 5                | 3                 | 13    |
| 3     | USA Estados Unidos | 2               | 1                | 1                 | 4     |
| 4     | HUN Hungria        | 1               | 1                | 2                 | 4     |
| 5     | FIN Finlândia      | 1               | 1                | 1                 | 3     |
| 6     | ITA Itália         | 1               | 0                | 2                 | 3     |
| 7     | SUI Suíça          | 0               | 1                | 2                 | 3     |
| 8     | AUS Austrália      | 0               | 1                | 1                 | 2     |
| 8     | EGY Egito          | 0               | 1                | 1                 | 2     |
| 10    | DEN Dinamarca      | 0               | 0                | 1                 | 1     |
| 10    | FRA França         | 0               | 0                | 1                 | 1     |